# 居氏鬼鲉
居氏鬼鲉（学名：Inimicus cuvieri）为輻鰭魚綱鮋形目鮋亞目毒鲉科鬼鲉属的鱼类，俗名老虎鱼。分布于印度到印度尼西亚、菲律宾以及中国南海、台湾海峡等海域，属于热带近海底层小杂鱼，期席在砂泥底質底層水域，生活習性不明，具有毒性。